# 方干
方干（809年—886年？），字雄飛，號玄英，睦州靑溪（今浙江淳安）人。
自幼好吟詠，深得徐凝器重，後入贅桐廬章八元家。一次不愼跌破嘴唇，人稱之「缺唇先生」。毎見人連跪三拜，人呼「方三拜」。懿宗大中年間，參加考試落第，隱居紹興鑑湖。
咸通年間，浙東廉訪使王龜多次嚮朝廷推薦，因貌陋終不受用，一生不事功名，放懷山水，行吟自娛，“官無一寸祿，名傳千萬里”。性多譏戲，又喜歡喫魚鮓。晚年與浙东观察使刘汉宏有往來，約卒於光启二年（886年），时年七十八。卒後其門生私諡“玄英先生”。昭宗光化三年（900年），經其學生韋莊奏請，追贈爲進士出身。門人楊弇得其詩三百七十餘篇，集成十卷，《全唐詩》錄其詩六卷，《四庫全書》收其詩八卷。